# アナキン・スカイウォーカー
アナキン・スカイウォーカー（Anakin Skywalker）は、アメリカ合衆国のSF映画『スター・ウォーズ』シリーズに登場する架空の人物。「エピソード1～3」の主人公。ニックネームは「アニー」。身長182cm。

## 人物

### 概要
クワイ＝ガン・ジンが“選ばれし者（The Chosen one）”（フォースにバランスをもたらす者）として見出し、それに違わぬ非常に強いフォースを持っている。フォースを生み出すミディ・クロリアンも最強のジェダイ・マスターヨーダを超える値を記録した。
エピソード1～3では生い立ちとジェダイとなった経緯、成長してからの苦悩と葛藤からシスの暗黒卿ダース・ベイダーへと変貌した経緯が描かれ、エピソード4～6ではそのベイダーとして成立した銀河帝国の支配と恐怖の体現者としての活躍の様子と実の息子ルーク・スカイウォーカーとの邂逅からダークサイドからライトサイドへと返り咲くまでの経緯が描かれた。
『エピソード1』では無自覚にフォースを用いた空間認識能力と動体視力を持ち子供かつヒューマノイド（人間種）ながらポッドレーサーとして比類なき才能を見せ、それをフォースの力と見抜いたクワイ＝ガンにジェダイの騎士としてスカウトされて運命が大きく動き出すこととなった。
『エピソード2』では青年に成長したジェダイの騎士として登場。戦闘では経験不足と過信から不用意かつ未熟な面も見られたが『エピソード3』ではクローン大戦での実戦経験を通じて成熟した実力者となる。師匠のオビ＝ワン・ケノービやヨーダでさえ倒しきれなかったドゥークー伯爵を1人で倒した事からその高い実力が窺える。また9歳の時に部品をよせ集めてC-3POを作れるほどメカニックに精通しており、宇宙戦闘機、宇宙船等の操縦の腕も超一流である。将軍としても有能であり奇策を用いて集団を壊滅させるなどその手腕はクローン大戦によって大いに発揮され、多数の功績を上げジェダイ・ナイトへの昇進を早めた。
しかし善良で純粋な心を持っていると同時に奴隷という抑圧された境遇にあった為か生存への欲求や上昇志向も並外れており、これが強大な力を渇望する心へと繋がっている。幼少時代から奴隷として過ごしてきたために上から抑えつけられる事を根っから嫌う旺盛な反骨心を持つ故、師匠のオビ＝ワンと意見が対立し反目する事も少なくないだけでなく特異な出自故に協調性に難があり集団行動が不得手で独断専行に走る事も多々あった。フォースの資質の高さから将来を期待されつつも激烈な気性から来る感情に振り回された戦い方はオビ＝ワンだけでなくジェダイ評議会の上層部からも危険視されていた。
戦略に対する柔軟性や分け隔てない人間性など有り余る才能や優しさを持つ一方でその激しい感情に駆られやすく冷静な判断が取れないために物事を性急に独力で解決しようとしたり傲慢に陥りやすくダース・シディアスの様な奸智に長けた者に騙されやすい要因になっている。そして愛しい者への思い入れも激しい。最大の理解者で最愛の母シミ・スカイウォーカーの危機を察知しつつもタスケン・レイダーの手から救い出せずに亡くしてからは「二度と愛するものを失いたくない」と妻パドメ・アミダラなどに対する執着というジェダイとして致命的な弱点をさらに強めてしまった。
マスターとなるには年齢的に若かったこともあるが、精神的な脆さや権限を悪用させないように（ただでさえパダワン時代から好き勝手にやっていたのでマスターになれば尚更歯止めが効かなくなる恐れがあった）という理由で数多くの功績を上げながらもジェダイ・マスターに昇進できず、ジェダイ・オーダーへの不満と不信感を強めていく。その一方で親身に接してくれた元老院議長パルパティーン（＝ダース・シディアス）に傾倒していき、妻パドメの死を予知する夢を見てからさらなる力を求めて最終的にダース・シディアスの誘惑に屈してダークサイドに堕ちてしまう。その際ダース・ベイダーというシスとしての名を与えられ、シスの暗黒卿としてジェダイ狩りにも加わる。火山の惑星ムスタファーに逃げていた分離主義勢力のトップらも全員殺害。そこで追って来たオビ＝ワンと対決し、終始優位に戦闘を進めるも精神的な驕りを付かれ死闘の末に敗北した。
「地の利を得た」というオビ＝ワンの挑発にのせられてしまい、手足を切断され溶岩流の付近に倒れたために、溶岩の熱により服に発火、全身を焼かれてしまい大火傷を負う。火傷の治療に加え半身を生命維持装置である機械で補うことで一命を取り留めたが、ダース・シディアスが期待していた「自身やヨーダをも超えるほどの可能性を秘めたフォースの潜在能力」は戦傷と火傷により生身の肉体の大半が失われたためにそのすべてを開花させることはできなくなってしまう。しかしそれを差し引いても依然他の騎士の追随を許さぬほどの実力を保持しており、そのため皇帝も新たな弟子を取ることもなく自身の右腕として利用して長きに渡り生き残ったジェダイや帝国への反乱勢力の一掃に辣腕を振るうようになる。
後に息子のルーク・スカイウォーカーと出会い対決する。だがパルパティーンのフォースの暗黒面の誘惑に屈しなかった姿を見てそれに激怒したパルパティーンの電撃に苦しむルークの姿や良心を信じ続けたルークの叫びを聞き、再びジェダイとしての心を思い出してパルパティーンを溶解炉に突き落とす。『エピソード6』の副題「ジェダイの帰還」は歴史の表舞台にジェダイが再び現れたこと（修行で成長したルーク）と、このアナキンの改心のことを意味している。エピソード1～6を通して見ると伝統と規則で硬直化していた上に大勢であったが故にライトサイドの力を薄く伸ばしてしまい弱めていたジェダイ騎士団と、師匠と弟子の二人だけでダークサイドの力を強大にしつつ影で暗躍を続けていたシスの両者を滅ぼした上で銀河に平和をもたらしたことにより「フォースにバランスをもたらす存在」という予言は成就された。

### 師弟関係
自分を見出したクワイ＝ガン・ジンが師匠となる予定であったが、クワイ＝ガンがダース・モールに殺害されたためにクワイ＝ガンの弟子であったオビ＝ワン・ケノービの弟子として修行を開始する。クローン大戦の最中にパダワンを卒業してジェダイ騎士となった後はアソーカ・タノを弟子に取る。オビ＝ワンが戦闘で行方不明となった際にはキ＝アディ＝ムンディの指導を受けていた。
一方ダークサイドに転向後はダース・シディアスに師事している。シスとしての師弟関係ではないがフォースの才能を持つ者を帝国尋問官として鍛え、彼らをジェダイを抹殺できるだけの技量に引き上げている。

## 略歴・各作品での活躍

### エピソード1・2・3
『スター・ウォーズ エピソード1/ファントム・メナス』
母シミ・スカイウォーカーと共にタトゥイーンでスクラップ屋の店主ワトーの奴隷として暮らしていた。機械技術に長け、9歳という若さながら危険なポッドレースの選手で、他の選手が才能溢れるエイリアンである中、唯一の人間であることを誇っていた。母親シミから「危険すぎる」と一度は出場を反対されたポッド・レースも、他の選手の妨害に遭いつつ抜群の反射神経と操縦技術で優勝を勝ち取る。ジェダイマスターのクワイ＝ガン・ジンに見出され自由の身となるが、シミの解放は許されなかったため辛い別離を余儀なくされた。
その後はクワイ＝ガンの任務に随ってナブーに赴き、ナブー・N-1スターファイターに乗って戦闘に参加。、ナブーを侵略していた通商連合の司令船を爆破して全てのドロイドを機能停止させ、見事にナブーを勝利に導いた。だがダース・モールによってクワイ＝ガンは殺されてしまう。
オビ＝ワンの活躍でダース・モールが倒された後はコルサントにてジェダイのテストを受けるが、別離した母親への思いや未練を見抜かれた事や「未来が曇っている｣として一度は入門を断られる。しかし先述のナブーでの活躍を聞いたことや、クワイ＝ガンの遺志を継ぐ形で弟子のオビ＝ワン・ケノービの弟子としてジェダイの修行を受ける事を認められ、オビ＝ワンのパダワンとなり訓練を受ける。

『スター・ウォーズ エピソード2/クローンの攻撃』
青年に成長したアナキンはジェダイの一員として確実に才能を開花させつつあり、師オビ＝ワンの良きパートナーとして銀河を駆けめぐっていた。オビ＝ワンはアナキンを頼りにしながらも、若さゆえの無鉄砲と自信過剰に眉をひそめ、決して褒めようとはせず、頭ごなしに押さえつけてしまうことが多かった。アナキンは自らの能力が正当に評価されないことに苛立ち、オビ＝ワンを父代わりと敬愛しつつも強い不満を抱いていた。また、上昇志向の強いアナキンは元老院議長のパルパティーンと交際するようになっていた。政治家に対する警戒心の強いオビ＝ワンはこれにも難色を示す。この頃、元老院議会は衆愚政治に陥っておりジェダイ評議会は警戒感を強めていた。議員であるパドメさえも例外ではない。だが、パルパティーンを聡明で理知的な指導者として尊敬するアナキンは素直に聞き入れなかった。
共和国の首都星コルサントで、アナキンは幼少期から憧れていたナブーの元女王パドメ・アミダラ議員と再会を果たす。暗殺の危機に晒されていたパドメを保護するため、ジェダイ評議会はアナキンに護衛の任務を命じる。アナキンは初めての単独任務に不安を感じながらも、恋焦がれていたパドメの側にいられる喜びを感じずにはいられなかった。パドメの故郷ナブーで二人は恋に落ちてゆくが、これは恋愛感情が執着を生み、不安、恐れ、嫉妬、憎悪といったダークサイドへ繋がるとされるジェダイの掟に反するものだった。そのため、二人の恋は破滅を意味しているとして、アナキンの求愛も一度はパドメから拒まれる。
ナブー滞在中、アナキンは故郷タトゥーインにいる母シミが苦しめられる悪夢にうなされるようになる。このアナキンの強力なフォースに裏打ちされた予知能力もまた、アナキンの運命を変転させる元となる。自分が予見した未来に平静で居られないアナキンがとった行動はことごとく裏目に出て、アナキンを更に暗黒面へ引き寄せる結果となる。任務のためナブーを離れられないアナキンは思い悩むが、そんなアナキンを見かねたパドメは共にタトゥイーンに赴くことを提案する。かつて自らを使役していたワトーと再会したアナキンは、シミがモイスチャーファーム（水資源農場）を経営するクリーグ・ラーズに買い取られ、奴隷から解放されて彼と再婚したと聞かされる。クリーグの元を訪れたアナキンは、シミが1か月前にタスケン・レイダーに連れ去られ、仲間を募り30人ほどで救出に向かったが返り討ちに遭い、4人しか戻れず、クリーグ自身片足を失い、救出の試みも失敗したことを知らされる。アナキンは母を救出すべく単身タスケンの根城に潜入し、過酷な拷問に傷ついた無惨な姿のシミと再会する。シミは成長を遂げた息子との再会を心から喜ぶが、直後に息を引き取る。母の死に激高したアナキンは女子供を問わずにタスケンを虐殺してしまう。この時に感じた激しい怒りの感情や、アナキンの自立を認めようとしないオビ＝ワンへの不満、そして大切な人を死から救いたいという強い力への渇望が、後に起きる悲劇へと繋がっていく。その直後、アナキンはオビ＝ワンが窮地に陥ったことを知る。ジェダイ評議会はすぐさまオビ＝ワン救出を決定するが、アナキンには護衛任務を続けるよう命じる。アナキンはパドメの同意もあって再び命令違反を犯し、オビ＝ワン救出に向かう。
分離主義者達の潜伏する惑星ジオノーシスに赴いたアナキンとパドメは、共にドロイド工場に潜入するが、原住民ジオノーシアン達に気付かれ囚われてしまう。三人の処刑が決定され、刑場に引き出される間際にパドメはアナキンに愛を告白する。アナキン、オビ＝ワン、パドメの三人は処刑の隙をつき、それぞれ持ち前の能力を発揮して奮闘。そこへメイス・ウィンドゥ率いるジェダイ騎士団が到着し、通商連合のドロイド軍団と壮絶な戦いを繰り広げる。アナキンも死力を尽くして戦うが、数に勝るドロイドに圧倒されたジェダイ騎士団は絶体絶命の窮地に陥る。そこへクローン部隊を引き連れたヨーダが到着。高い戦闘力を発揮するクローン部隊の助力を得たジェダイは劣勢を挽回し、逆にドロイド軍団を殲滅していく。アナキンとオビ＝ワンはこの戦いの先頭に立ち、分離主義者達の黒幕であるドゥークー伯爵を追跡する。宇宙港でドゥークーに追いついた二人だったが、アナキンはオビ＝ワンの諫めもきかずに単身ドゥークーに挑みかかり軽くあしらわれる。オビ＝ワンもまたシスの暗黒卿ダース・ティラナスとしての実力を発揮したドゥークーにより倒れ、オビ＝ワンのと自らのを使うライトセーバーの二刀流で再度挑みかかったアナキンもドゥークーに「何も学んでいない」と言われたことで両方のライトセーバーと右腕を切り落とされオビ＝ワンの側に倒れてしまう。二人の危機を救ったのはヨーダだった。ヨーダは巧みな体捌きと強大なフォースとライトセーバーを駆使してドゥークーと互角以上の戦いを繰り広げるが、傷つき倒れている二人を人質にされるような形でドゥークーの逃亡を許してしまう。ジオノーシスでのこの戦いの後、アナキンはジェダイの掟を破りパドメと密かに結婚した。
クローン大戦が始まるとオビ＝ワンと共に各地で共和国軍を勝利に導き、ジェダイ評議会に功績を認められて弟子から騎士へと昇格する。戦時だったため優秀な騎士を必要としていたのも昇格の一因である。その後も単独でオビ＝ワンと共に分離主義者の侵攻に苦しむ多くの惑星を解放し続け、アナキンは何時しか人々から「恐れを知らない英雄」と呼ばれるようになった。

『スター・ウォーズ エピソード3/シスの復讐』
コルサントの戦いにおいて誘拐されたパルパティーン議長救出の為にオビ＝ワンと共に独立星系連合の旗艦に突入。そこで因縁のドゥークー伯爵と再戦する事になる。クローン大戦の修羅場を幾度も潜り抜けてきたアナキンの成長は著しく、ドゥークーを圧倒して両腕を切り落とし追い詰める。そして人質となっていたパルパティーンの強い命令に逡巡しながらも無抵抗のドゥークーを殺害し、タスケンの時と同じく無抵抗の者を殺すというジェダイとしての一線をまたも踏み越えてしまう。議長を無事救出し、強敵ドゥークー伯爵を倒したことでアナキンの功績はオビ＝ワンからも称えられる。帰還を喜ぶ妻パドメの口から妊娠を告げられ、アナキンは幸福の絶頂にあった。しかし、そのパドメが出産によって死ぬという悪夢を見てしまい、パドメを死から救うための強大な力が欲しいという思いを募らせる。
悪夢のことをヨーダに相談したものの「執着を捨て、強い心を持て」との言葉をかけられるのみで、心の揺れを払拭できないアナキンに、パルパティーンはさらにその魔手を伸ばしていく。パルパティーンはアナキンに自分の私的なエージェントとして働いてくれと依頼し、ジェダイ評議会のメンバーになるよう推挙する。任期を過ぎてもクローン大戦の早期終結を理由に権力の座に居座り、権限の強化を推し進めるパルパティーンに疑いの目を向け始めていたメイス・ウィンドゥらジェダイ評議会は、逆にアナキンにパルパティーンの動向を監視するスパイの働きをさせるため、評議会への参入を認めたが、マスターへの昇格は認めなかった。アナキンは通例に反するこの仕打ちに屈辱を募らせながらも渋々受け入れる。その後オビ＝ワンから、自分にパルパティーンへの逆スパイの役目が課せられている事を知らされる。議事に残らぬ形での内密な任務にオビ＝ワンでさえためらいを隠せなかったが、アナキンも自ら評議会入りを望んだ訳ではないだけに、不公平な扱いをしながら、「清廉潔白で共和国の為に尽くしている（とアナキンが盲信している）」パルパティーンへの信義に背く任務を担わせる評議会に強い不信感を抱く。
再度パルパティーンと会ったアナキンは、パルパティーンがアナキンの立場を見透かしているのを知り、また、シスの伝説と命の摂理すら覆す暗黒面の力の魅力を吹き込まれる。その後、グリーヴァス将軍討伐へと向かうオビ＝ワンを見送る際、オビ＝ワンに忍耐も覚えろと諭され、それさえできれば「評議会」が彼をマスターに推挙するのもそう遠くはないと励まされる。そしてフォースと共にあるようにと互いに言葉を掛け合ったのが、友人同士、そして、本物の親子のような絆関係で結ばれていた師弟としての最後の会話となってしまった。
猜疑心の塊となりつつあるアナキンはオビ＝ワンが暇乞いのためにパドメの元を訪れたことにさえ不快感を示した。オビ＝ワンの戦況報告のため訪問したアナキンに、パルパティーンは自らの正体が暗黒卿ダース・シディアスであることを明かす。そしてジェダイ評議会がアナキンの力を恐れてシスの秘密を隠している事や、ジェダイと一部の議員が私利私欲の為に銀河元老院を牛耳ろうとしている事、シスとジェダイは解釈を変えれば同じ様な存在である事など詭弁を弄し、さらに愛するパドメが死の運命にあり自分はそれを救う力を授けてやれるとアナキンを誘惑する。パルパティーンの正体を知ったアナキンはライトセーバーの光刃を向けながらも動揺を隠せず、手を下すことなくその場を後にする。アナキンは迷いつつもパルパティーンの正体をウィンドゥに報告した。
ウィンドゥ達は即座にパルパティーンの逮捕を決定。アナキンも同行を申し出るが、心中の動揺を見抜いたウィンドゥは会議室での待機を命じる。パルパティーンがシスであると知りながらその未知なる力の持つ誘惑に迷うアナキンは命令に反して現場に急行する。そこでアナキンが眼にしたのはウィンドゥが丸腰で必死に命乞いするパルパティーンを追い詰めている様子だった。ウィンドゥがパルパティーンを「逮捕」でなく「殺害」しようとしている事にアナキンが抱いていたジェダイへの不信感は頂点に達する。止めを刺そうとするウィンドゥを制止しようとするあまり思わずライトセーバーを一閃させ、ウィンドゥの腕を切り落としてしまう。直後にウィンドゥは本性を表したダース・シディアスの電撃攻撃で街の彼方へと吹き飛ばされ、消息不明となっていった。ジェダイを手にかけてしまったアナキンはダース・シディアスに師弟の誓いを立てる事によって暗黒面に墜ち、シスの暗黒卿「ダース・ベイダー」となる。
ウィンドゥの排除を好機とみたダース・シディアスは「ジェダイの反乱」をでっちあげる。密かにジェダイ殲滅指令「オーダー66」を発動してオビ=ワンを含めたジェダイの抹殺と自分に背いていた元老院の議員たちの弾圧を行う。アナキンはアポー指揮下の精鋭部隊・第501大隊を率いジェダイ聖堂を急襲。不意をつかれたジェダイ騎士達はアナキンに次々と倒されてゆき、幼いパダワン達も殺された。引き続きシディアス自身の命令でムスタファーに潜伏していた分離主義勢力の幹部達を用済みとして抹殺するため、シディアスはアナキンにムスタファー行きを命ずる。アナキンはジェダイが共和国に反乱を起こしたこと、また戦争終結の為にムスタファーに向かうことをパドメに告げる。
「ジェダイの反乱」を口実にパルパティーンは元老院の同意を得て皇帝への即位と戦争終結を宣言、満場の拍手のもとに共和国は消滅する。事態の成り行きに心を痛めるパドメは「ジェダイ狩り」を逃れヨーダと共にコルサントに戻っていたオビ＝ワンの口からアナキンが暗黒面に堕ちてジェダイを裏切り、パダワンの子供達をも虐殺した事を伝えられる。動揺するパドメはアナキンに真相を確かめるべく身重の体でムスタファーへと赴き、オビ＝ワンはその宇宙船に密かに乗り込む。同じ頃、ムスタファーに到着したアナキンはヌート・ガンレイら分離主義者の幹部達を皆殺しにしていた。
その後、ムスタファーに到着したパドメがアナキンに真意を問いただす。アナキンはパドメに暗黒面に堕ちた経緯を告げ、皇帝を倒して二人で銀河を支配しようと持ちかけるが自分が原因で暗黒面に堕ちた事とアナキンのあまりの変貌ぶりにパドメは大きな衝撃を受ける。この時パドメの船から降りてくるオビ＝ワンを見かけたアナキンはパドメが自身をオビ＝ワンに殺させるために彼を連れて来たと誤解し、彼女を怒りのフォース・チョークで締め上げ昏倒させる。
師であり親代わりでもあったオビ＝ワンをできることなら手にかけたくないアナキンは暗黒面への同行を求めるも決裂し、ついにかつての師弟の間で壮絶なる死闘が始まる。自分の才能への嫉妬から自らの名声を貶め続け、密かにパドメと通じていたと誤解するアナキンと、ジェダイを裏切って罪なき者達に手をかけ、果てはパドメまでも傷つけたアナキンに対して怒りと哀しみを内に秘めたオビ＝ワンの決闘はいつ果てるとも知れず続いた。青と青のライトセーバーによる斬撃の応酬が暗い空の下、溶岩が流れ出る地表で繰り広げられた。ダークサイドの力を操り、戦いを圧倒的有利に進めていたアナキンだったがこれまでの行いによる罪悪感とパドメに拒絶されたショックで精神が不安定だったことと自分の戦い方を知り尽くしている師匠が相手だったことから決定打を与えられなかった。地の利をとったオビ＝ワンに対し、自信と焦りをもって跳躍した隙に左腕と両足を斬り落とされ敗北し、溶岩流の手前で地面に伏す。
アナキンに勝利したオビ＝ワンは「選ばれし者だった!（You were the chosen one!）」と悲嘆し、アナキンは悪鬼の如き形相で「貴様が憎い!（I hate you!）」と大声で呪詛の言葉を吐きかける。オビ＝ワンが返した最後の言葉は「愛していた（I loved you.）」だった。血の涙を流しながら動けないアナキンを、やがて灼熱の溶岩により発生した炎が容赦なく包む。焼かれて悶え苦しむアナキンに情を捨ててとどめを刺す事ができず、正視に耐えないオビ＝ワンはアナキンが敗北して手放したライトセーバーを拾い悲憤の想いのままその場を去る。
フォースによってアナキンの危機を察知したパルパティーンが駆けつけた時、アナキンは全身を焼き尽くされながらも恐るべき生命力で生き延びていたが、もはや自然に息を吸うことすらままならない状態であった。返す刀でコルサントへ運ばれると最新鋭の医療ドロイドによって機械の腕と脚、呼吸用マスクと人工肺（生命維持装置）を装着され、辛うじて一命を取り留めた。身体のほとんどをサイボーグ化して蘇ったアナキンは正気に戻り、真っ先にパドメの生存を確かめるが皇帝の口から「ベイダー卿自らの怒りが彼女を殺した」と伝えられる。パドメの死を告げられたアナキンはここでようやく自分が取り返しのつかないことをしてきたことに気づきながら悲嘆に暮れ、フォースで部屋と周囲にあった医療用ドロイドをほとんど破壊した。かつてはパルパティーンもアナキンが自身やヨーダを上回る強さになると確信していたが、これがアナキンの力の限界であった。こうしてパドメを自らの手で殺めたことに絶望し、サイボーグのシスであるダース・べイダーとして生きるしか道は無くなった彼は悔恨の雄叫びを上げるしかなかった。
銀河帝国成立と同時に皇帝の右腕となったアナキンはアウター・リムの名も無い宙域で密かに建造が進んでいる最終兵器を戦艦の艦橋から共に眺めていた。

### アニメシリーズ
アニメ版の『スター・ウォーズ クローン大戦』では『スター・ウォーズ エピソード2/クローンの攻撃』から『スター・ウォーズ エピソード3/シスの復讐』の間に起こった事柄や戦いなどを取り扱っている。
このシリーズ、特にテレビ版の『スター・ウォーズ/クローン・ウォーズ』では映画版ではやや突然に見えたアナキンの暗黒面への転向をより細かく描写しており、仲間を救うためとはいえフォースを使って捕虜を拷問し情報を引き出したり、感情に任せて行動したりするなどジェダイの騎士としては問題のある行為を時折行っている事が明かされる。さらに自分が暗黒面に堕ちる未来を見せられたことで、暗黒面に堕ちてしまった描写もある（後に記憶を消去され、光明面に帰還した）。また、自分の妻パドメ・アミダラが昔の恋人に迫られているのを目撃したときは、嫉妬のあまり彼に襲い掛かっており、パドメへの過剰な愛情、執着心を見せていた。戦争の終盤、彼の弟子アソーカ・タノもまたジェダイ評議会への不信感が原因でジェダイ聖堂を去っており、アナキンのジェダイ評議会への不満も増大していた。ジェダイ・マスターへの昇格条件の一つに「過去にパダワンをナイトに昇格させたことがある」があり、アソーカは物語の終幕で、紆余曲折を経て評議会から謝罪と尊敬をもって昇格を打診されたが、それを拒否して去った。しかし、戦争終結直前、マンダロアをダース・モールから解放するためにアソーカはアナキンと第501大隊に接触。アソーカに第501大隊の主要部隊を託し、アナキンはコルサントの戦いに赴いた。
また、映画版ではあまり見られなかった師や将軍としての姿が詳細に描かれており、弟子のアソーカとは兄妹のように喧嘩をしながらも互いを信頼し、ときには迷いながらも師としてアソーカをジェダイの道に導いている。副官であるクローン・トルーパー・キャプテンのレックスとは戦争を通して共にいることが多く友人関係を築いている。アソーカがジェダイ聖堂を去るきっかけとなった事件では、誰もがアソーカを殺人犯として疑う中、アナキンとレックスの二人はアソーカの無実を信じた。また、アナキンとパドメは関係者の中では唯一、レックスにのみ自分たちが夫婦であることを自ら打ち明けており、彼らが夫婦としての時間を過ごすためにジェダイ評議会や軍上層部に根回しをしたりアソーカの監督役を引き受けることもあったほか、「クローンウォーズ ファイナルシーズン」では、アナキンがパドメと通話している間、オビ＝ワンの足止めをするシーンが描かれている。ある任務ではレックスが個人的執着を任務に抱いていることを心配しパドメに相談する場面が描かれ、共に戦ってきた3年間を通してアナキンが危険な作戦を決行するときには常にレックスが隣に立ち支えていたことがアナキンとパドメの会話で語られている。そのため、アナキンはレックスのことを真実を打ち明けられる数少ない理解者と感じており、自身も評議会の命令に逆らってでもレックスのことを信じる場面が描かれている。パドメもアナキンを支えるレックスのことを信頼していた。戦争終盤、アソーカに第501大隊を託す際にアナキンはレックスをコマンダーに昇進させ、彼女を守るために同行させている。
自身が指揮をする第501大隊のクローン兵のことを大事にしており、一時的に彼らを戦場に残してコルサントに帰還するように最高議長から命令が下ったときには反発の意を示した。また、第501大隊のクローン兵たちもアナキンのことを信頼しており、自分たちを物のように扱うことが無く共に最前線で戦うアナキンに尊敬の念を抱いていた。また、戦場でジョークを交わしたり、『エピソード1』でのナブーの戦いについて部下のクローンたちに話していたりと、互いに友好的な関係を築いている。
オーダー66発令時にはアソーカとレックスはアナキンと別行動をとっていた。そして、アソーカとレックス、第501大隊の主要メンバーを乗せたクルーザーは船内で起きた戦闘により破壊され墜落。公式の記録上は搭乗員全員が死亡したことになった（実際にはアソーカとレックスは死を装って脱出している）。この事故は、ダース・ヴェイダーがアナキンだった時代に心を許せた数少ない仲間たちをすべて失ったことを意味した。戦争終結から数年後、ダース・ヴェイダーが墜落現場を訪れると、そこには第501大隊のクローン兵たちの埋葬された墓と、そこに供えられたように置かれたアソーカ・タノのライトセーバーがあった。ヴェイダーはこのライトセイバーを回収している。

## 能力

### 戦闘能力
類い稀なフォースの持ち主だったアナキンはライトセーバーを用いた戦闘ではジェダイ騎士団の中でも最強クラスの実力を身につけた。クローン大戦では遺憾なくその才覚を発揮し、戦争下での実戦はアナキンの戦闘力をますます高めていった。大戦中盤には『エピソード2』では全く敵わなかったドゥークー伯爵に比肩するほどの実力に成長し、『エピソード3』では体術も織り交ぜドゥークー伯爵を見事討ち取るまでの実力を得た。大戦末期の暗黒面に堕ちた直後には本シリーズでも最強と言われるほどの実力者となっていた。
フォースを用いた攻撃では「フォース・チョーク」を得意としており、ライトセーバー戦の最中や犯罪者に対する尋問には頻繁にフォースを利用していた。彼の力はもし五体満足のまま訓練を積み続けたならジェダイやシスを超越するフォース使いの一族「ザ・ワンズ」さえ制御下に納められるほどの存在に成り得たと言われるほどである。
一方で感情に流され過ぎて冷静な判断力を失い、本来の力を発揮できなくなる場面も多く見受けられる。上述のエピソード2におけるドゥークー伯爵との初戦では直前に輸送艦から落下したパドメの救出の是非についてオビ＝ワンと口論になり苛立っていたこともあって最初から無謀な突撃を行ってしまった末にドゥークーのフォース・ライトニングをまともに受けて気絶してしまい、師を呆れさせている。その後オビ＝ワンが倒れた後のリターンマッチでは冷静さを取り戻し、実力が及ばないながらもそれなりに渡り合っていた。またエピソード3におけるオビ＝ワンとの決闘では誤解によって妻や師への怒りと憎悪を滾らせていたことによる影響か、この時点でフォースの強さは当時の銀河では最強であったにもかかわらずオビ＝ワンと同時に放ったフォース・プッシュ（斥力）で引き分ける場面があり、冷静さを欠いたことに加えて実力を十分に発揮できていなかったことが窺える。

## 配役
セバスチャン・ショウ
『エピソード6』
ジェイク・ロイド
『エピソード1』、『ギャラクティック・バトルグラウンド』
ヘイデン・クリステンセン
『エピソード2～3』、『エピソード6』（2004年版以降）、『エピソード9』（声の出演）、『オビ＝ワン・ケノービ』『アソーカ』
※ジョナサン・ブランディスも同役のオーディションを受けていたが、当時すでに20代半ばだったジョナサンは見送られた。
マット・レビン
『ギャラクティック・バトルグラウンド』
マット・ルーカス
『クローン大戦』
マット・ランター
『クローン・ウォーズ』、『反乱者たち』

### 日本語吹き替え
鈴木瑞穂
『エピソード6』（日本テレビ版）
大平透
『エピソード6』（ソフト版）
矢島晶子
『エピソード1』、『ギャラクティック・バトルグラウンド』、『クローン大戦』、『ダースベイダー降臨』
『エピソード1』の日本語吹き替え版に際してアメリカ側からアナキン役をロイドと同年齢の子役を配役するよう要求が出されていたが、音響監督の佐藤敏夫は児童劇団を訪ねまわったものの芝居ができる子役はおらず、アメリカ側との交渉を経て、矢島をキャスティングすることに成功したと述べている（佐藤は『クローン大戦』でのアサージ・ヴェントレス役でも同様の苦労があったとしている）。
浪川大輔
『エピソード2～3』、『クローン大戦』、『クローン・ウォーズ』、『ダースベイダー降臨』、『ロボット・チキン』、『反乱者たち』、『エピソード9』、『ホリデー・スペシャル』、『オビ＝ワン・ケノービ』、『サマー・バケーション』、『アソーカ』
櫻井孝宏
『ギャラクティック・バトルグラウンド』、『クローン戦争』(en)
伊瀬茉莉也
『ロボット・チキン』